# Henri Muller
Henri Muller, (Ierpeldeng, Luxembourg, 10.12.1912 - Bartreng 03.09.2011), fou un mestre i hel·lenista luxemburguès.

## Traduccions
- 1999 Nikos Kazantzakis: Dem Alexis Zorbas säi Liewen a seng Uluechten, Op der Lay, 1999.[2]
- 1995 Dem Homer seng Odyssee op lëtzebuergesch Gesank I-III, 2003-2005.
- 2008 Dem Homer seng Odyssee op lëtzebuergesch komplett.
- 2011 Nikos Kazantzakis: Om Wollefsbuer. Imprimerie Centrale, Luxembourg.